# Canadiens de Hull-Ottawa
Les Canadiens de Hull-Ottawa sont une franchise de hockey sur glace ayant évolué dans l'Association senior A de l'Ontario et dans l'Eastern Professional Hockey League.

## Historique
Créée en 1956, les Canadiens de Hull-Ottawa s'alignent dans l'association senior A de l'Ontario. Un partenariat étant établi, les équipes de l'AHO senior partagent leur calendrier avec des équipes de la Ligue de hockey senior du Québec lors de la saison 1956-1957. Dès leurs débuts, les Canadiens d'Hull-Ottawa s'établissent comme filiale principale des Canadiens de Montréal, de la Ligue nationale de hockey.
À l'été 1959, le club senior absorbe la franchise de niveau mineur-professionnel des Canadiens junior d'Ottawa qui jusqu'alors n'était qu'un club disputant des rencontres amicales. Sans s'aligner officiellement dans une ligue, la formation dispute des parties exhibitions contre des clubs majeurs et amateurs. Les plus jeunes joueurs de l'équipe qui ne peuvent pas progresser au niveau senior sont redirigés vers le club junior des Canadiens de Brockville.
La LNH, venant de créer l'Eastern Professional Hockey League en 1959, accueille six franchises affiliées à un de leurs clubs, du nombre se trouvant les Canadiens d'Hull-Ottawa qui s'alignent dans cette ligue jusqu'à la dissolution de celle-ci en 1963. Les joueurs d'Hull-Ottawa sont alors dispersés vers diverses équipes professionnelles, principalement de la Ligue américaine de hockey.

## Statistiques

### Dans l'AHOSr.
| No | Saison    | PJ | V  | D  | N | BP | BC | Pts | Classement             | Séries éliminatoires | Entraîneur                   |
| -- | --------- | -- | -- | -- | - | -- | -- | --- | ---------------------- | -------------------- | ---------------------------- |
| 1  | 1956-1957 | 20 | 11 | 7  | 2 |    |    | 24  | 6e place, division Est |                      | Sam Pollock                  |
| 2  | 1957-1958 | 36 | 15 | 20 | 1 |    |    | 47  | 4e place, division Est |                      | Scotty Bowman                |
| 3  | 1958-1959 | 52 | 20 | 25 | 7 |    |    | 47  | 3e place, division Est |                      | Barry MacDonald Lou Passador |

### Dans l'EPHL
| No | Saison    | PJ | V  | D  | N  | BP | BC | Pts | Classement     | Séries éliminatoires | Entraîneur    |
| -- | --------- | -- | -- | -- | -- | -- | -- | --- | -------------- | -------------------- | ------------- |
| 4  | 1959-1960 | 70 | 31 | 28 | 11 |    |    | 73  | 3e place EPHL  |                      |               |
| 5  | 1960-1961 | 70 | 41 | 20 | 9  |    |    | 91  | 1re place EPHL |                      | Glen Skov     |
| 6  | 1961-1962 | 70 | 38 | 21 | 11 |    |    | 87  | 1re place EPHL |                      | Bob Armstrong |
| 7  | 1962-1963 | 72 | 40 | 25 | 7  |    |    | 73  | 2e place EPHL  |                      | Scotty Bowman |